# Усть-Цильма (аэропорт)
Усть-Цильма — аэропорт местных воздушных линий в Республике Коми, вблизи одноимённого села — административного центра Усть-Цилемского района.
Управление аэропортом осуществляет Коми ТУ ВТ Росавиации. В 2022 году аэродром Усть-Цильма был исключён из реестра российских аэродромов гражданской авиации.

## Принимаемые типыВС
Ан-12, Ан-24, Ан-26, Ан-28, Л-410, Як-40, ATR 42 и др. типы ВС 3-4 класса, вертолёты всех типов. Максимальный взлётный вес воздушного судна 24 тонны. Классификационное число ВПП (PCN) 16/R/B/Y/T.

## Показатели деятельности
| год        | 2014   | 2015   | 2016 | 2017   |
| пассажиров | 12 913 | 11 612 | 9110 | 11 948 |
| Источники: |        |        |      |        |